# John Leonard Eriksson
John Leonard Eriksson (Hagfors, 26 marzo 1921 – Göteborg, 1º giugno 1995) è stato un micologo svedese.
Egli si specializzò nei funghi corticioidi, raccogliendoli in Svezia,  soprattutto nel Parco nazionale di Muddus, nella regione di Gothenburg e Värnamo, in Finlandia e in Canada.
Eriksson fu discepolo di John Axel Nannfeldt e Seth Lundell, e discusse la sua tesi dal titolo "Studies in the Heterobasidiomycetes and Homobasidiomycetes-Aphyllophorales of Muddus National Park in Northern Sweden" nel 1958.
Nel 1961 fu impiegato come lettore senior alla Università di Gothenburg, nel 1967 conseguì un dottorato di ricerca, che fu trasformato in cattedra di insegnamento nel 1977. Andò in pensione nel 1986.
Eriksson è stato l'autore principale ed illustratore della collana di 8 libri "The Corticiaceae of North Europe" (1973–1988, Fungiflora publishing house).
Descrisse 16 generi di funghi (es. Paullicorticium) e 55 specie (es. Phlebia firma), e lavorò a 119 revisioni della nomenclatura.
Gli sono state dedicate circa 10 specie di funghi, tra le quali Xylodon erikssonii e Hypochnicium erikssonii.
Eriksson è morto il 1º giugno 1995 nella parrocchia di Fässberg vicino a Göteborg.